# Trofeo Manta Open 2004
Il Trofeo Manta Open 2004 è stato un torneo di tennis facente parte della categoria ATP Challenger Series nell'ambito dell'ATP Challenger Series 2004. Il torneo si è giocato a Manta in Ecuador dal 9 al 15 agosto 2004 su campi in cemento.

## Vincitori

### Singolare
Giovanni Lapentti ha battuto in finale  Carlos Berlocq con il punteggio di 6(2)–7, 6–3, 6–4

### Doppio
Marcos Daniel /  Santiago González hanno battuto in finale  Eric Nunez /  Jimy Szymanski con il punteggio di 3–6, 6–2, 7–6(5)